# NAB2
La proteína 2 de unión a NGFI-A también conocida como proteína 2 de unión a EGR-1 o proteína de respuesta temprana retardada asociada al melanoma (MADER) es una proteína que en humanos está codificada por el gen NAB2. Es una  proteína esencial que se une al ARN poliadenilado y al ADN monocatenario. Puede estar involucrado no solo en el procesamiento del ARN sino también en la regulación de la transcripción. Se cree que se asocia directamente con las transcripciones de la ARN polimerasa II naciente y permanece asociado durante las reacciones de procesamiento del ARN nuclear posterior.  

## Función
Este gen codifica un miembro de la familia de proteínas de unión a NGFI-A (NAB), que funcionan en el núcleo para reprimir o activar la transcripción inducida por algunos miembros de la familia de transactivadores EGR (respuesta de crecimiento temprano). Las proteínas NAB pueden homo- o hetero-multimerizar con otras proteínas EGR o N
AB a través de un dominio N-terminal conservado y reprimir la transcripción a través de dos dominios C-terminales parcialmente redundantes. La represión transcripcional por la proteína codificada está mediada en parte por interacciones con el complejo de deactilasa y remodelación del nucleosoma (NuRD). Se han descrito variantes de transcripciones empalmadas alternativas, pero no se ha determinado su validez biológica.

## Patología
Se han identificado fusiones somáticas recurrentes de los dos genes, proteína de unión a NGFI-A 2 (NAB2) y STAT6, localizadas en la región cromosómica 12q13, en tumores fibrosos solitarios .